# Заграбівка
Загра́бівка —  село в Україні, у Стрийському районі Львівської області. Населення становить 34 особи. Орган місцевого самоврядування - Журавненська селищна рада.